# Туганов, Владимир Петрович
Влади́мир Петро́вич Туга́нов (17 июля 1961, Орджоникидзе, СССР) — советский и российский конник, участник двух летних Олимпийских игр, вице-президент федерации конного спорта России. Мастер спорта международного класса (2000).

## Биография
Конным спортом Владимир Туганов начал заниматься в 11 лет. В 1983 году Туганов впервые стал чемпионом СССР, в дальнейшем он ещё трижды завоёвывал чемпионское звание. После развала СССР Туганов вынужден был временно прекратить занятия конным спортом и сосредоточил все силы на собственном бизнесе. С 1999 года Туганов возобновил активные занятия конным спортом и уехал в Германию, чтобы заниматься под руководством известных мастеров конкура. Сейчас постоянно тренируется и проживает в Дюссельдорфе.
В 2004 году Туганов принял участие в летних Олимпийских играх в Афинах. В конкуре, выступая на лошади Leroy Brown 17, российский наездник сумел выйти в финал. В первом раунде Владимир набрал 13 штрафных очков и занял 33-е место, что не позволило ему выйти во второй финальный раунд.
В 2012 году Туганов во второй раз принял участие в летних Олимпийских играх. Туганов принял участие в соревнованиях в индивидуальном конкуре. Выступая на лошади Lancero, Владимир выбыл уже в первом квалификационном раунде, набрав 10 штрафных очков и заняв 65-е место.
В 2021 году награждён орденом "Слава Осетии", став двенадцатым кавалером высшей государственной награды Северной Осетии (знак №13).

## Личная жизнь
- Жена — Лариса, дети — Светлана, Лориана.